# Chang Cheh
Chang Cheh (張徹T, 张彻S, Zhāng ChèP), conosciuto anche con i nomi Cheuh Chang, Cheh Chiang, Chang Chueh e Che Zhang (10 febbraio 1923 – Hong Kong, 22 giugno 2002) è stato un regista cinese.
Considerato un maestro dei generi wuxia e gongfu, ottenne successo in Asia con film come Mantieni l'odio per la tua vendetta (1967) e Le furie umane del kung fu (1978), divenendo uno dei più celebri registi dello Studio Shaw di Hong Kong. 
Il suo cinema ebbe una grande influenza sia sui film di arti marziali degli anni '70 che su grandi registi action successivi, come John Woo, Tsui Hark, Ringo Lam e Johnnie To.

## Biografia
A Chongqing, nella Repubblica Popolare Cinese, si laurea in scienze politiche all'Università Nazionale Centrale (oggi Nanjing University). Trasferitosi ad Hong Kong diviene un critico cinematografico, ma è solo il primo passo nell'industria più prolifica del momento. In breve tempo, infatti, Cheh diventa sceneggiatore: il suo primo lavoro è un film che viene da Shanghai e si intitola The False Faced Woman (1947). Il passo successivo è di diventare regista: il suo primo film è del 1949 e si intitola Mount Turbulence.
Il suo primo successo ad Hong Kong arriva, dopo una lunga gavetta, nel 1967 con Mantieni l'odio per la tua vendetta (Dubei dao o One-Armed Swordsman), primo episodio della saga dello Spadaccino monco. Cheh è un regista prolifico che darà grande lustro agli Studio Shaw, la più grande e potente casa cinematografica di Hong Kong dell'epoca. Come regista ha reso famosi molti attori asiatici, come Jimmy Wang Yu, Ti Lung, David Chiang e Fu Sheng. Cheh è un artista completo, ed oltre a scrivere e dirigere film, si occupa spesso anche della colonna sonora, ed inoltre scrive romanzi e racconti (usando spesso uno pseudonimo). Inoltre tiene una rubrica settimanale su un noto quotidiano locale nella quale predica la necessità della ribellione contro le ingiustizie.
Per i suoi film si ispira agli spaghetti western italiani ed ai film di samurai giapponesi, su diretta raccomandazione del produttore Run Run Shaw, dal momento che i due suddetti generi stranieri erano quelli che più successo riscuotevano a Hong Kong. I combattimenti violenti, il sangue abbondante e di un color porpora acceso, si contrappongono a personaggi complessi, paladini dell'etica cinese ed immersi nell'epica classica. Sono eroi votati alla distruzione, ma sempre per una buona causa.
Negli anni settanta scoppia la mania per i film di arti marziali, a cui Cheh non può sottrarsi e della quale in un certo senso è stato inventore col suo Vengeance, del 1970. Cambiano i mezzi (dalle spade del wuxia si passa alle mani nude del gongfupian) ma i concetti sono sempre gli stessi. Eroi senza macchia che lottano per difendere gli ideali in cui credono. È del 1976 I giganti del karate (Hong quan yu yong chun o Martial Arts of Shao Lin), ennesima rielaborazione dell'ultimo periodo del monastero Shaolin prima della distruzione. Il film, girato in contrasto coi gongfuian modernisti di Bruce Lee per un ritorno alla tradizione, oltre a mostrare tutti gli schemi marziali canonici del genere, aggiunge una forte dose di patriottismo al racconto. Questo è infatti un elemento caro a Cheh, presente anche nei precedenti Boxer Rebellion (Pa kuo lien chun) per raccontare la Ribellione dei Boxer del 1900, e L'inferno dei mongoli (Ma Ko Po Lo o Four Assassins) per raccontare la storia di Marco Polo dal punto di vista cinese. ambedue del 1974 e con la partecipazione dell'attore americano naturalizzato italiano Richard Harrison.
Cheh gira film con una forte dose di violenza, ma è proprio questa che permette allo Studio Shaw di vendere i suoi titoli in tutto il mondo. Le richieste infatti arrivano sempre più pressanti da tutti i Paesi. Per il numero dell'agosto 1973 della rivista L'Europeo, la giornalista fiorentina Oriana Fallaci intervista Run-Run Shaw che le dice: «Il drago si scatena mi costò la ragguardevole somma di 400.000 dollari e c'era il protagonista, Chen Kuan Tai che combatteva per venti minuti con un'ascia conficcata nel fegato». (brano dell'intervista riportato in Bruce & Brandon Lee: nel nome del Drago di Lorenzo De Luca). Nel medesimo articolo la Fallaci intervista anche Chang Cheh in persona, il quale afferma di essere un comunista deluso e sostiene che i suoi film, nel loro tono disperato e pessimista, nascono proprio dalla sua delusione politica e dal suo disgusto verso la società di Hong Kong, il cui establishment vessa i poveracci ("ribellarsi è una necessità e farlo con violenza, una virtù", sentenzia il regista). Cheh rivela inoltre alla Fallaci di preferire, da spettatore, un altro genere di cinema e cita "Messaggero d'amore" (Messaggero d'amore, di Joseph Losey).
La maestria registica di Cheh, i valori di fratellanza ed amicizia sempre presenti nei suoi film, dove la donna è un orpello e prevale la misoginia, influenzeranno le successive generazioni di registi, come John Woo, che fu suo assistente in alcuni film, e Ringo Lam.

## Filmografia
Dato il grande numero di pellicole dirette da Chang Cheh, si riportano di seguito solo i titoli usciti in Italia, ma distribuiti tutti dal 1973 in poi (se si eccettua una breve uscita di Mantieni l'odio per la tua vendetta, in Italia, nel 1967). Per una lista completa si rimanda all'IMDb (si veda collegamenti esterni). Ma anche IMDB sulle date è impreciso.
Si fa poi presente che Cheh ha diretto film fino agli anni novanta, ma dal finire degli anni '70 in poi non sono più stati distribuiti in Italia.
- Mantieni l'odio per la tua vendetta (Dú bì dāu) (1967)
- La sfida degli invincibili campioni (Du bei dao wang) (1969)
- Le invincibili spade delle tigri volanti (Bao biao) (1969)
- Jin yan zi (1968) - inedito in Italia
- Vengeance (Bao chou) (1970) - inedito in Italia
- I tredici figli del drago verde (Shi san tai bao) (1970)
- La mano sinistra della violenza (Shin du bei dao) (1971)
- I 4 del drago nero (Dà Jué Dòu) (1971)
- Massacro di uomini violenti (Quan ji) (1971)
- Il drago si scatena - Boxer From Shantung (Mǎ Yǒng Zhēn) (1972)
- Le sette anime del drago (Shui hu zhuan) (1972)
- I kamikaze del karate (Chou lian huan) (1972)
- I 4 scatenati di Hong Kong (Si qi shi) (1972)
- The Delinquent (Fen nu qing nian) (1973)
- The Blood Brothers (Ci ma) (1973)
- I sette guerrieri del Kung Fu (Dàng Kòu Zhì) (1973)
- Fang Shi Yu yu Hong Xiguan (1974)
- I giganti del karaté (Hong quan yu yong chun) (1974)
- La leggenda dei 7 vampiri d'oro (The Legend of the 7 Golden Vampires) (1974)[2]
- L'inferno dei Mongoli (Marco Polo) (Ma Ge Bo Luo) (1975)
- Boxer Rebellion (Ba guo lian jun) (1976)
- Gli scatenati campioni del karatè (Fang Shi Yu yu Hu Hui Qian) (1976)
- Il magnifico campione (Cai li fa xiao zi) (1976)
- Il padrino di Chinatown (Tang ren jie xiao zi) (1977)
- La mano violenta del Karatè (She diao ying xiong chuan xu ji) (1978)
- Le furie umane del kung fu (Wu du) (1978)
- I due campioni dello Shaolin (Shaolin yu Wu Dang) (1980) - inedito in Italia